# Jesuitenkolleg Ingolstadt

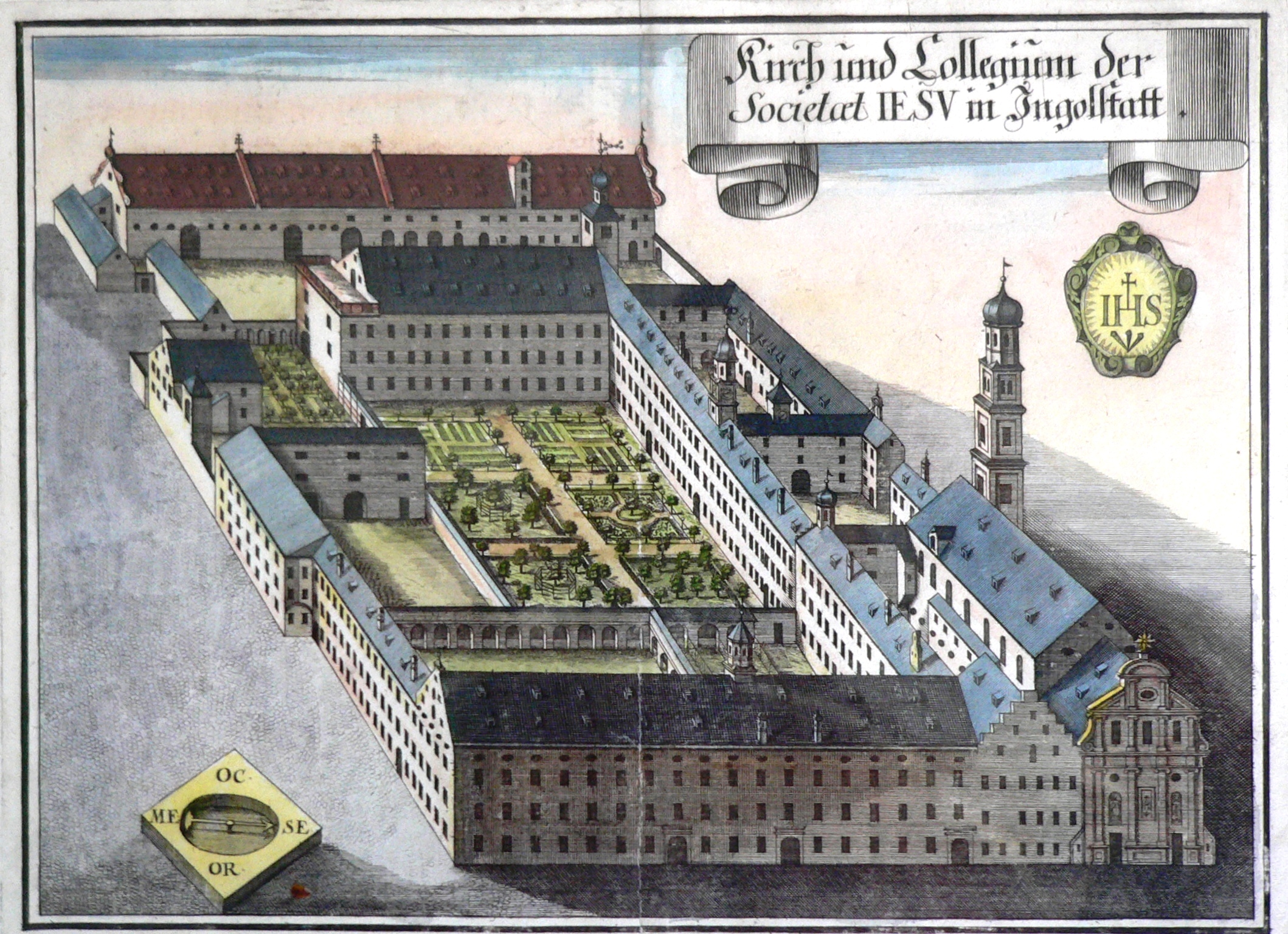
Das Jesuitenkolleg Ingolstadt (Stich von Michael Wening)

Das Jesuitenkolleg Ingolstadt war eine Jesuitenschule in Ingolstadt, die von 1556 bis zur Aufhebung des Jesuitenordens im Jahr 1773 bestand. Die Jesuiten betreuten in dieser Zeit die bayerische Landesuniversität Ingolstadt.

## Geschichte

### Gründung
1548 zählte die theologische Fakultät an der von Herzog Ludwig dem Reichen gegründeten bayerischen Universität Ingolstadt nur einen Professor. Nachdem Herzog Wilhelm IV. vergeblich die Universitäten von Paris, Löwen und Köln um Hilfe gebeten hatte, berief er 1549 die ersten Jesuiten nach Ingolstadt. Papst Paul III. veranlasste den Ordensgründer Ignatius von Loyola, diesem Anliegen zu entsprechen. Noch im selben Jahr kamen mit Claudius Le Jay, Petrus Canisius und Alfonso Salmerón die ersten Jesuiten in Ingolstadt an und begannen mit ihren Vorlesungen an der Universität. Sie gewannen aber zusammen mit dem anderen Theologen nur 14 Hörer. Eine Verbesserung der Situation versprachen sich die Jesuiten von einem Gymnasium als Vorstufe, und so schlugen sie dem Herzog die Gründung eines Kollegs vor. Dieser unterstützte das Vorhaben, starb aber vor dessen Ausführung, und die Jesuiten wurden 1550 abberufen.

### Übernahme der Universität
Herzog Albrecht V. verhandelte 1555 neu und vereinbarte mit Petrus Canisius die Gründung eines Jesuitenkollegs und die Übernahme von zwei Lehrstühlen der theologischen Fakultät durch die Jesuiten, während die artistische (philosophische) Fakultät von ihnen erst später übernommen werden sollte. 1556 wurden von Ignatius von Loyola 18 Mitglieder des Ordens von Rom nach Ingolstadt entsandt, darunter sieben Deutsche und zwei Österreicher; wenig später kam auch Petrus Canisius. Das Gymnasium wurde am 23. Oktober 1556 neu eröffnet. Mit dessen weltlichem Lehrkörper herrschte eine beständige Spannung und Auseinandersetzung über die Zuständigkeit für Promotion und Disziplin.
Das noch bestehende Pädagogium und die neue Jesuitenschule gerieten in Streitigkeiten, die der Herzog auflöste, indem er die ältere der beiden Schulen 1571 ebenfalls den Jesuiten übertrug und somit beide Einrichtungen vereinigte.
Die neue Schule umfasste die Klassen Grammatica, Poetica, Syntax minor, Syntax maior und Rhetorica. Als Schulgebäude diente ein Neubau neben dem Liebfrauenmünster, das heutige Canisiuskonvikt, das 1584 bezogen wurde und seit 1612 unter dem Namen „Gymnasium Ignatii“ firmierte. Berühmtester Schüler dieser Zeit war der spätere Kaiser des Heiligen Römischen Reiches Deutscher Nation, Ferdinand II., der 1590 als Zwölfjähriger nach Ingolstadt kam. Das Hauptgewicht in dieser Schule lag auf der Unterweisung in Latein und Griechisch, daneben wurden aber auch Musik und Chorgesang gepflegt, nicht im Lehrplan enthalten waren dagegen Deutsch und jede Art von Naturwissenschaft.
Herzog Wilhelm V. machte dem ein Ende, indem er 1585 die ganze artistische Fakultät der Gesellschaft Jesu übertrug. Nunmehr stellten die Jesuiten acht Professoren: zwei Theologen, drei Philosophen und je einen für Mathematik, Dialektik und hebräische Sprache. Professoren, wie beispielsweise Philipp Apian, die sich zum Protestantismus bekannten, mussten die Universität verlassen. 1600 erhielten die Ingolstädter Jesuiten auch die Leitung des von dem Regensburger Propst Quirinus Leoninus gestifteten Seminars vom hl. Hieronymus.
Ab 1675 hatten die Jesuiten auch den Lehrstuhl für Kirchenrecht inne. Bei der Neuordnung des Unterrichtswesens im 18. Jahrhundert errichteten sie einen Lehrstuhl für allgemeine Geschichte.
Das angeschlossene Ingolstädter Jesuitengymnasium genoss einen hervorragenden Ruf, dem viele, auch adelige Schüler aus dem gesamten Gebiet des damaligen Deutschen Reiches folgten. Nach dem Dreißigjährigen Krieg, unter dem Ingolstadt schwer zu leiden hatte, schrumpfte die Schülerzahl und verharrte auf dem Stand von etwa 200.
Bis 1762 war das Ingolstädter Jesuitenkolleg auch Verwaltungssitz der oberdeutschen Provinz des Ordens; der Nachwuchs dieser Provinz studierte hier.

### Aufhebung
Die Aufhebung des Jesuitenordens erfolgte 1773 durch Papst Clemens XIV. auf Druck der Könige von Frankreich, Spanien und Portugal. Auf die ehemaligen Jesuiten im Lehrkörper der Universität konnte aber nicht verzichtet werden.
Als 1799 die Universität nach Landshut verlegt wurde, schloss Kurfürst Maximilian IV. Joseph aus Kostengründen das Gymnasium. In der Folge wurde Ingolstadt mehr und mehr in eine Festungs- und Garnisonsstadt umgewandelt, was mit dem gleichzeitigen Fehlen nennenswerter Bildungseinrichtungen einen herben Schlag für die Stadt bedeutete.

### Ehemalige Schüler
- Philipp Eduard Fugger (1546–1618), Kaufmann und Bankier
- Ferdinand von Bayern (1577–1650), Kurfürst und Erzbischof von Köln
- Ferdinand II. (HRR) (1578–1637), Kaiser des Heiligen Römischen Reiches
- Albrecht VI. (Bayern-Leuchtenberg), bayerischer Landesadministrator von 1651 bis 1654
- Abraham a Sancta Clara (1644–1709), bedeutender katholischer Prediger
- Adam Weishaupt (1748–1830), bayerischer Aufklärer und Gründer des Illuminatenordens
- Johann Andreas Schmeller (1785–1852), Germanist und bayerischer Sprachforscher

## Gebäude

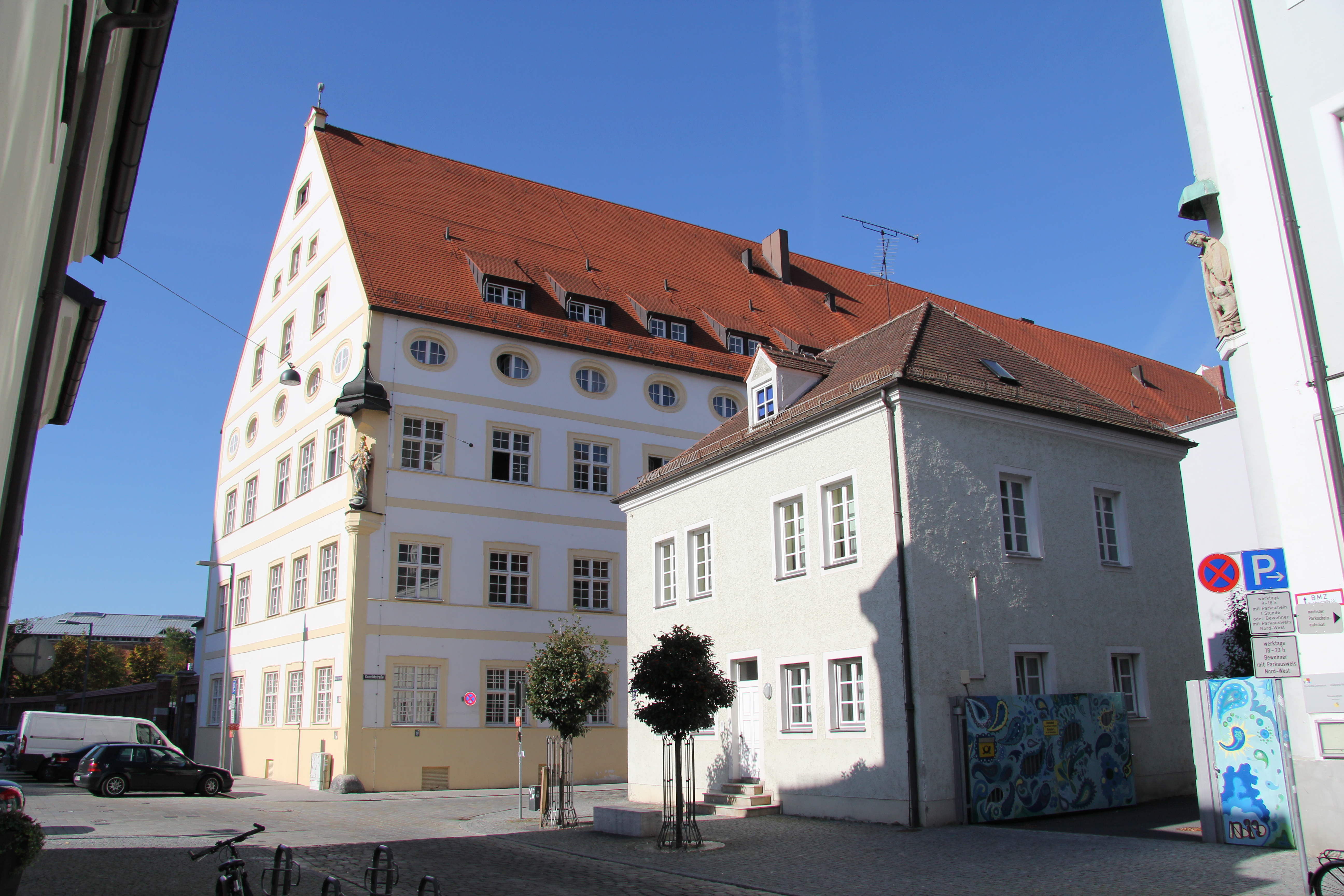
Canisiuskonvikt

Nachdem 1561 mit einigen Schulräumen ein erstes Jesuitenkolleg entstanden war, wurde 1575/76 das „Neue Kollegium“ nördlich des Münsters Zur Schönen Unserer Lieben Frau bezogen. Zum Jesuitenkolleg gehörte auch die 1587/89 errichtete Kirche zum hl. Kreuz, von deren Turm der Astronom und Mathematiker Christoph Scheiner zusammen mit Johann Baptist Cysat 1611 die Sonnenflecken entdeckte. Den Stiftungsbrief fertigte Herzog Albrecht am 20. Dezember 1576 aus; er wurde 1599 von Maximilian I. ergänzt. Das Kolleg von 1576 wurde 1585 unter Wilhelm V. durch einen Neubau ersetzt. Es wurde nach dem Stifter „Albertinum“, nach dem Erbauer „Wilhelminum“ und nach dem Schutzheiligen „Ignatiuskonvikt“ genannt. Die Zahl der Konviktoristen stieg rasch auf 150, vor allem, weil verschiedene Klöster Bayerns und der Schweiz ihren Nachwuchs nach Ingolstadt zur Ausbildung schickten. Die Zahl der Scholaren am Gymnasium betrug um 1605 rund 500, sank aber mit dem Dreißigjährigen Krieg, um danach nur um die 200 zu betragen. Die philosophische und theologische Fakultät hatte dagegen etwa 300 Hörer. In den letzten Jahrzehnten des 16. Jahrhunderts erlebte das Kolleg seine Glanzzeit; zu dieser Zeit studierten an der Universität die Söhne aus dem hohen und höchsten Adel.
Heute ist vom Jesuitenkolleg nur noch der einstige Südostflügel, das heutige Canisiuskonvikt erhalten, in dem Studentenwohnungen und auch die Mensa der Katholischen Universität Eichstätt-Ingolstadt untergebracht sind. Nach dem Jesuitenverbot 1773 durch das Breve „Dominus ac Redemptor“ wurde die Heilig-Kreuz-Kirche 1780 zunächst zur Malteserkirche und 1809 zum Militärheumagazin und das Kolleg zur Konviktkaserne. Schließlich fielen die Kirche und der größte Teil des Kollegs dem Bau der Flandernkaserne zum Opfer; Teile der Ausstattung der Heilig-Kreuz-Kirche wurden auf andere Ingolstädter Kirchen verteilt.